# Wuschi
Die Sprache Wuschi (ISO 639-3: bse; auch babessi, pesii, sii, vesi) ist eine bantoide Sprache der Kameruner Region Nordwesten und wird von insgesamt 25.000 Personen (Stand 2008) aus dem Volk der Wuschi gesprochen.
Es ist einer der vier Vertreter der südlichen Süd-Untergruppe der Ring-Sprachen und ist daher mit den anderen Sprachen der Gruppe, namentlich Vengo [bav], Kenswei-Nsei [ndb] und Bamunka [bvm] verwandt.